# Delia piliseritibia
Delia piliseritibia este o specie de muște din genul Delia, familia Anthomyiidae, descrisă de Fan și Zheng în anul 1993.
Este endemică în Sichuan. Conform Catalogue of Life specia Delia piliseritibia nu are subspecii cunoscute.